# Lijst van rivieren in Togo

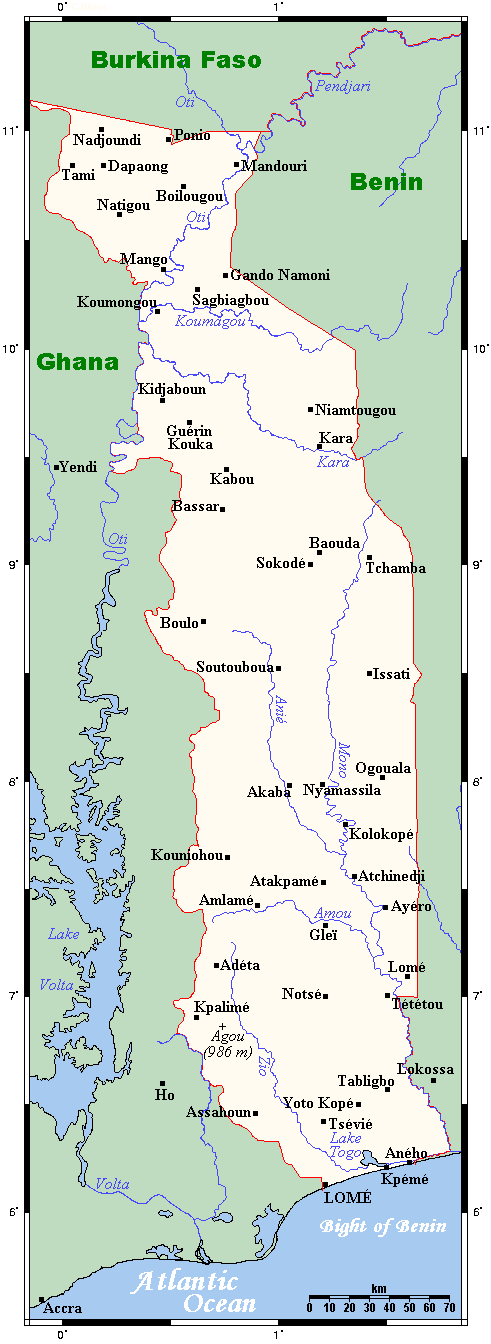
Kaart van Togo.

Dit is een lijst van rivieren in Togo. De rivieren in deze lijst zijn geordend naar drainagebekken en de opeenvolgende zijrivieren zijn ingesprongen weergegeven onder de naam van elke hoofdrivier.

## Golf van Guinee
- Volta (Ghana)
  - Todzie
  - Oti (Pendjari)
    - Mo
    - Kara
    - Koumongou
    - Koulpéolgo
- Mono
  - Couffo
  - Gbagakanaal
    - Togomeer
      - Haho
      - Sio

  - Amou
  - Anie